# 風解
風解（ふうかい、英語: efflorescence）はある種の水和物から全部または一部の水が失われる現象で、潮解と反対の現象として知られている。風解を起こす物質の例として炭酸ナトリウム10水和物、硫酸銅(II) の5水和物などがある。
風解は、結晶の表面の水蒸気圧（解離圧）が大気中の水蒸気圧より大きいときに起こる。すなわち、密閉容器中であればその中の水蒸気圧が一定値で飽和し、風解は起こらなくなる。